# Henning Tappe
Henning Tappe (* 1975 in Münster) ist ein deutscher Rechtswissenschaftler und Hochschullehrer an der Universität Trier.

## Leben
Tappe studierte Rechtswissenschaften an der Universität Münster, wo er 2000 sein Erstes Juristisches Staatsexamen ablegte. Anschließend war er am Münsteraner Lehrstuhl von Dieter Birk als wissenschaftlicher Mitarbeiter tätig. Gleichzeitig leistete Tappe am Kammergericht Berlin sein Referendariat ab, das er 2004 mit dem Zweiten Staatsexamen beendete. 2008 wurde er in Münster mit einer haushaltrechtlichen Arbeit zum Dr. iur. promoviert. Vier Jahre später schloss er auch seine Habilitation mit einer Arbeit über die Begründung von Steuergesetzen ab und erhielt die Venia legendi für die Fächer Öffentliches Recht, Finanz- und Steuerrecht.
2013 wurde Tappe ordentlicher Professor für Öffentliches Recht am Institut für Finanz- und Steuerrecht der Universität Osnabrück. 2014 wechselte er auf den Lehrstuhl für Öffentliches Recht, deutsches und internationales Finanz- und Steuerrecht der Universität Trier, den er seitdem innehat.

## Werke
Tappes Forschungsschwerpunkte liegen vor allem im Steuerrecht, insbesondere in dessen verfassungsrechtlichen und internationalen Bezügen, und dem Finanzrecht. Hier wiederum konzentriert er sich vor allem auf das Haushaltsrecht, das Staatsschuldenrecht und das Recht des Finanzausgleichs. So kommentiert er im von Christoph Gröpl herausgegebenen Fachkommentar zur Bundeshaushaltsordnung weite Teile.
- Das Haushaltsgesetz als Zeitgesetz. Zur Bedeutung der zeitlichen Bindungen für das Haushalts- und Staatsschuldenrecht. Duncker & Humblot, Berlin 2008, ISBN 978-3-428-12807-5 (Dissertation).
- Die Begründung von Steuergesetzen – Normatives Ermessen im Steuerrecht zwischen Gesetzmäßigkeit und Gestaltungsfreiheit. Münster 2012 (Habilitationsschrift).
- mit Rainer Wernsmann: Öffentliches Finanzrecht. C.F. Müller, Heidelberg 2015, ISBN 978-3-8114-9376-6.
- mit Dieter Birk und Marc Desens: Klausurenkurs im Steuerrecht – Ein Fall- und Repetitionsbuch. 4. Auflage. C.F. Müller, Heidelberg 2015, ISBN 978-3-8114-4404-1.
- mit Dieter Birk und Marc Desens: Steuerrecht. 21. Auflage. C.F. Müller, Heidelberg 2018, ISBN 978-3-8114-5621-1.